# Склеродерма зірчаста
Склеродерма зірчаста (Scleroderma geaster) — вид грибів роду Склеродерма (Scleroderma). Сучасну біномінальну назву надано у 1829 році.

## Будова
Кулясте, на верхівці часом приплюснуте, плодове тіло спочатку підземне, згодом наземне або виступає з ґрунту до половини. Має розміри 4–8 см у нерозкритому, до 15 см у діаметрі в розкритому вигляді. Плодове тіло сидяче, зрідка до основи ніжкоподібно звужене внаслідок виростання міцеліальних тяжів. Гладенька, іноді луската, оболонка плодового тіла товста, до 5 мм завтовшки. Кольору білого, згодом рудувато-жовтого до бурого. Розділена на зовнішній (екзоперидій) та внутрішній (ендоперидій) шари. При дозріванні плодового тіла екзоперидій розривається більш або менш зіркоподібно майже до основи або до середини на навизначену кількість нерівних лопатей, що відгинаються назовні. Ендоперидій одношаровий, буруватий, при дозріванні розривається на верхівці широким отвором. Глеба безкамерна порошиста, при дозріванні від рудуватої до темно-бурої. Капіліцій здебільшого відсутній, інколи рудиментарно зустрічається. Спори коричневі, з пурпуровим відтінком. Спорова маса коричнева. Утворює плодові тіла наприкінці літа або восени. Наґрунтовий сапротроф, хоча є відомості про те, що деякі види роду Scleroderma здатні утворювати мікоризу.

## Поширення та середовище існування
Росте в Євразії, Північній Африці, Північній Америці, Австралії. В Україні виявлений в одному місцезнаходженні у Лівобережному злаковому Степу. Росте на степових ділянках, на піщаних ґрунтах у соснових лісах та акацієвих насадженнях з домішкою верби розмаринолистої та тополі чорної.

## Природоохоронний статус
Включений до третього видання Червоної книги України (2009 р.).